# Афонсу V
Афонсу V Африканец (порт. Afonso V o Africano; 15 января 1432, Синтра — 28 августа 1481, Синтра) — король Португалии из Ависской династии. Правил с 9 сентября 1438 по 1440 под регентством матери Элеоноры Арагонской, с 1440 по 1448 под регентством герцога Коимбрского Педру, с 1448 по 1477 и с 1477 по 1481 год — самостоятельно.

## Биография
Афонсу V — сын короля Португалии Дуарте I и королевы Португалии Элеоноры Арагонской. Его отец умер рано, и Афонсу вступил на португальский престол в шестилетнем возрасте. Регентом при нём сначала была его мать, а потом его дядя Педру, герцог Коимбры. Педру не спешил передавать власть Афонсу после наступления его совершеннолетия. И лишь благодаря поддержке Арагона, обеспеченной матерью, Афонсу разбил Педру в битве при Алфарробейре в 1449 году и получил королевскую власть.
В 1451 году Афонсу V удалось выдать свою сестру Элеонору за императора Фридриха III из рода Габсбургов.
Афонсу V всячески поощрял и поддерживал экспедиции Энрике Мореплавателя. В его правление Португалия начала заниматься работорговлей, а с 1457 года началась чеканка золотых крузадо из золота, привозимого из Гвинеи. Папа Николай V своей буллой от 8 января 1455 года передал Афонсу V, Энрике Мореплавателю и их потомкам исключительное право на мореплавание, торговую монополию и право на работорговлю. В 1456 году были открыты острова Зелёного Мыса, они были переданы для заселения от имени Португалии ордену рыцарей Христа (бывшим тамплиерам). В 1460 году португальские корабли достигли Гвинеи, и в тот же год умер Энрике Мореплаватель.
Внешнеполитические интересы короля Афонсу V в основном были направлены на Северную Африку, хотя поначалу у него были совсем другие устремления. После падения Константинополя и осады в 1456 году Белграда турками папа римский Каликст III призвал к новому крестовому походу против мусульман. Афонсу V пообещал папе принять участие в походе с войском численностью в 12 тысяч человек. Однако из-за смерти папы в 1458 году крестовый поход так и не состоялся. Собранное с большими финансовыми затратами войско Афонсу V отправил на юг.
В 1471 году был захвачен Танжер, и чтобы подчеркнуть свои претензии на северо-африканские территории, к своим титулам Афонсу V добавил звание правителя Африки, за что и получил прозвище Африканец.
В 1474 году умирает его зять, король Кастилии Энрике IV. Афонсу V активно включился в борьбу за кастильский престол. Когда-то он претендовал на руку сестры умершего короля принцессы Изабеллы (впоследствии ставшей католической королевой). Когда эти планы развалились, Афонсу V женился на дочери Энрике IV Хуане Бельтранехе и стал опять претендовать на кастильский трон.
В битве при Торо в 1476 году Португалия потерпела поражение от католических королей, защищавших полученный кастильский престол. Афонсу V отправился в Нанси, где безуспешно пытался привлечь на свою сторону французского короля Людовика XI. Тяжело переживая своё поражение при Торо, он даже помышлял о том, чтобы отречься от престола и не возвращаться в Португалию из Франции, и мечтал совершить паломничество в Иерусалим. Однако Людовику XI удалось уговорить Афонсу вернуться домой. По мирному договору, заключённому в Алькасоваше, Афонсу V полностью отказывался от претензий на кастильский престол, а Кастилия отказывалась от претензий на Северную Африку. В 1477 году Афонсу V отрекся от престола в пользу сына Жуана II, который вскоре вернул королевство своему отцу.
28 августа 1481 года король Португалии Афонсу V умер от чумы в Синтре.

## Образ в искусстве

### В литературе
- Африканские победы Афонсу V прославлены в эпической поэме Вашку Моузинью де Кеведу «Афонсу Африканец» (1611).

### В кино
- «Изабелла» - в телесериале образ короля Афонсу V воплотил Даниэль Альбаладехо.

## Семья и дети
Афонсу V был дважды женат. 6 мая 1447 года первым браком он женился на своей кузине, инфанте Изабелле Коимбрской (1432—1455), дочери Педру (1392—1449), 1-го герцога Коимбра (1415—1449), и Изабеллы де Урхель (1409—1459). Дети от первого брака:
- Инфант Жуан (29 января 1451—1451)
- Инфанта Жуана (6 февраля 1452 — 12 мая 1490), католическая святая
- Инфант Жуан (3 марта 1455 — 25 октября 1495), 13-й король Португалии (1481—1495)

30 мая 1475 года вторично (папа римский не признал второй брак) женился на инфанте Хуане Бельтранехе (1462—1530), дочери Энрике IV (1425—1474), короля Кастилии (1454—1474), и Жуанны Португальской (1439—1475). Второй брак бездетен.
Также имел внебрачного сына от Марии Соарес да-Кунья, дочери Фернана де Са Алькофорадо, камердинера королей Дуарте I и Афонсу V, и Филиппы да-Кунья:
- Альваро Соарес да-Кунья (ок. 1466—1557)